# Veiviržėnai
Veiviržėnai (deutsch Wiwirschen) ist ein Städtchen im Westen Litauens, 21 km von der Stadt Gargždai und 38 km von der Hafenstadt Klaipėda entfernt. Es ist das Zentrum und Sitz des Gemeindebezirks Veiviržėnai. Durch das Städtchen fließt der Fluss Veiviržas, der in die Minija mündet.
In dem Städtchen gibt es ein Gymnasium, das ein kleines Museum besitzt, eine katholische Kirche (gebaut 1769), einen Friedhof mit einer Kapelle aus dem Jahr 1791, eine Apotheke, eine Arztpraxis, mehrere Sägewerke, eine Bücherei, ein Café, ein Einkaufszentrum und ein paar Läden.
Am Rande des Städtchens befindet sich ein Burghügel, wo Schätze aus dem 8. und 9. Jahrhundert und Münzen von Polen-Litauen aus dem 17. Jahrhundert gefunden wurden. Aufbewahrt werden sie im Vytautas-Magnus-Militärmuseum und Nationales Mikalojus-Konstantinas-Čiurlionis-Kunstmuseum.

## Sehenswürdigkeiten
- Die katholische St.-Matthäus-Kirche wurde 1769 erbaut. Es handelt sich um einen barocken Holzbau mit separatem steinernen Glockenturm
- Die Friedhofskapelle wurde um 1791 erbaut und 1866 auf den neu angelegten Friedhof verlegt

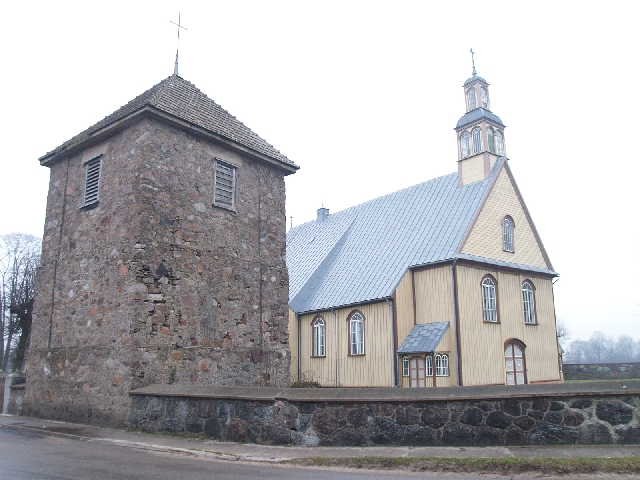
Katholische Kirche
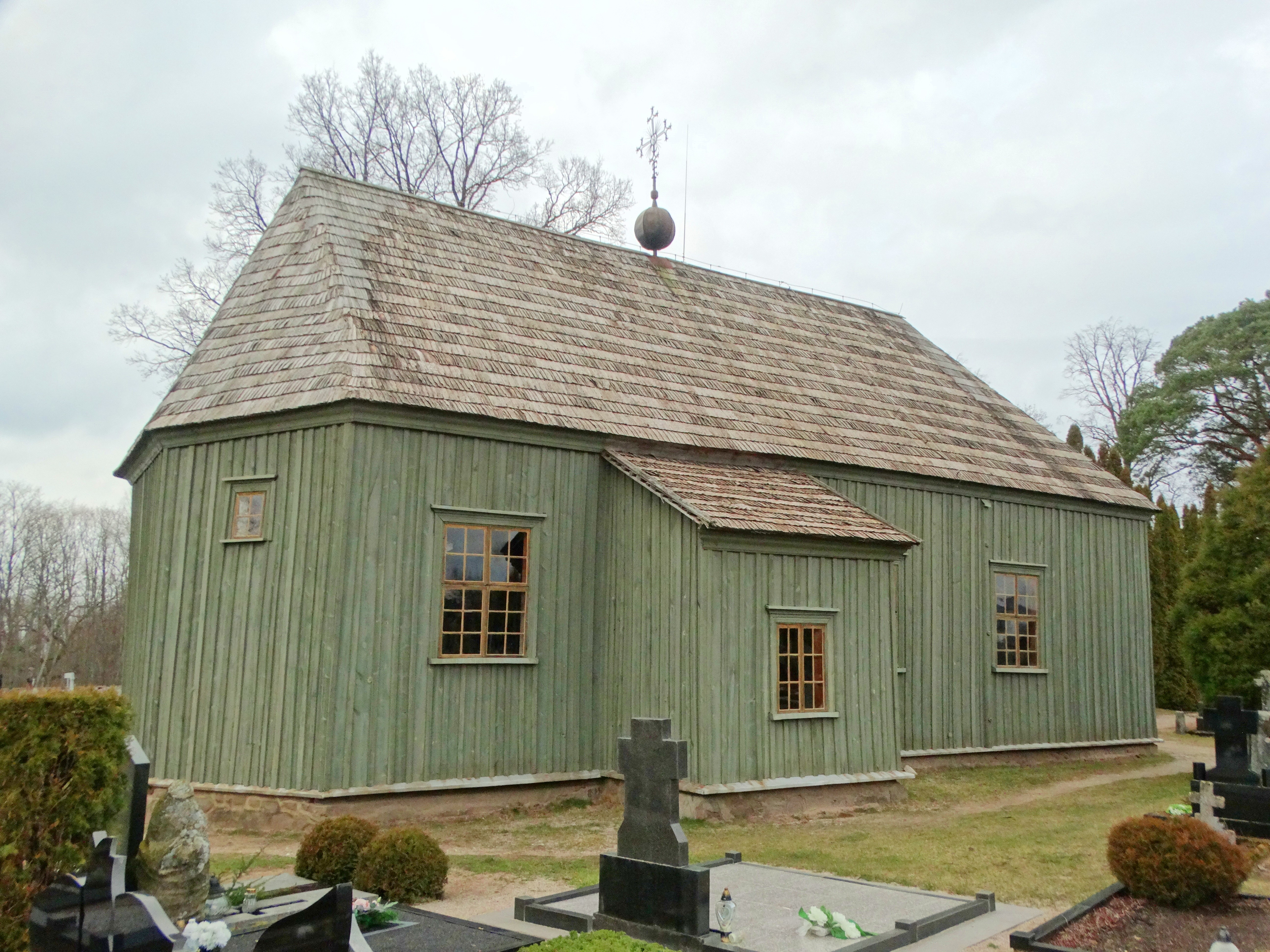
Friedhofskapelle
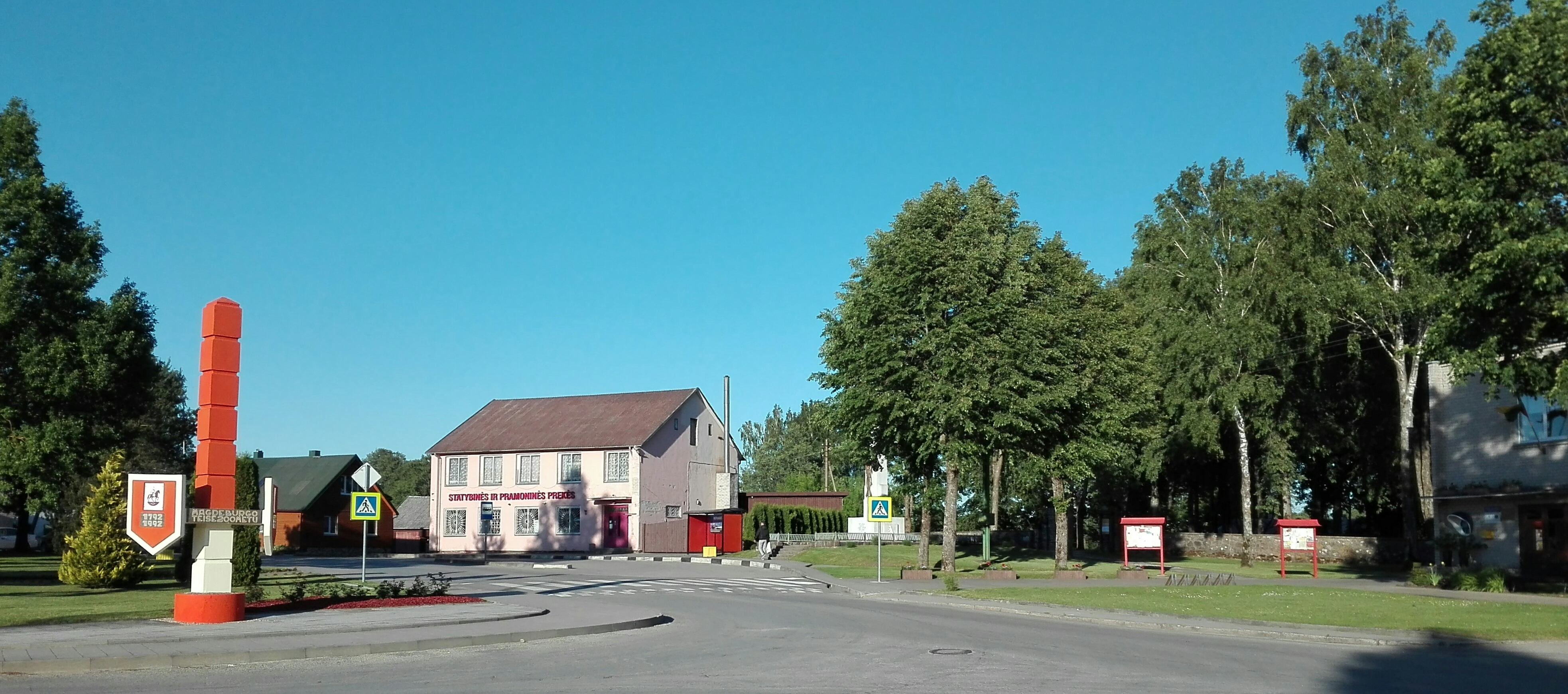
Ortsmitte von Veiviržėnai
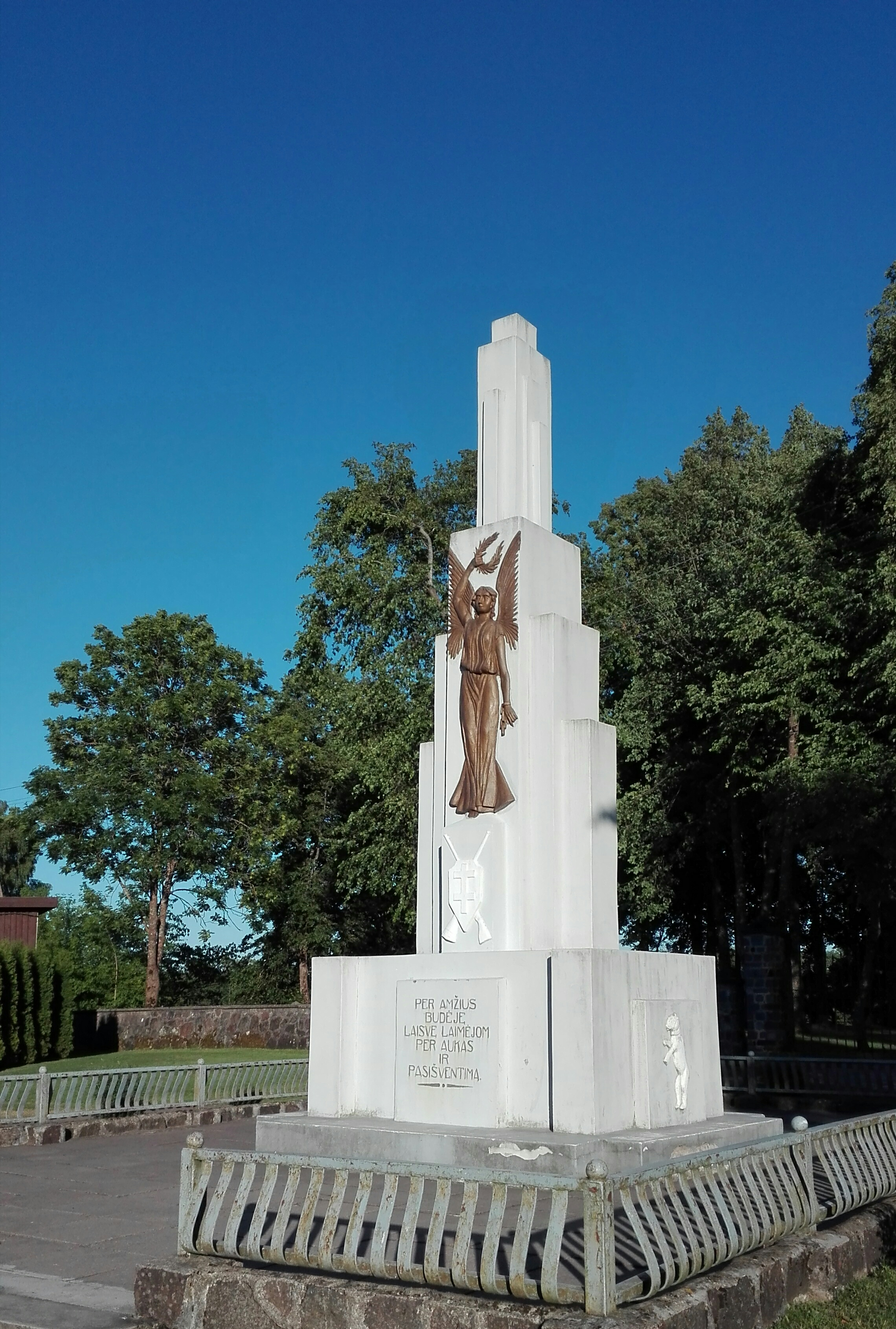
Unabhängigkeitsdenkmal

## Söhne und Töchter des Ortes
- Virgilijus Pozingis (* 1964), Politiker